# Quintus Pompeius Rufus (Prätor 63 v. Chr.)
Quintus Pompeius Rufus war ein Politiker der späten römischen Republik.
Er war Prätor im Jahr 63 v. Chr. und wurde anlässlich der Verschwörung des Catilina nach Capua entsandt. Wo er bis zum Jahre 62 v. Chr. blieb, um zu verhindern, dass die Sklaven und auch in den dortigen Gladiatorenschulen nicht den Verschwörern in die Hände fielen (Sallust Cat. 30, 5). 
Rufus verhinderte in Kampanien (Campania felix) und Apulien (Apulia), das sich Gruppen, im Zuge einer Revolte, in Unterstützung von Catilina, erhoben. Im Jahr 61 v. Chr. erhielt er Provinz Africa als Propraetor, allerdings mit dem Titel eines Prokonsuls, eine Provinz, die er laut Cicero mit großer Integrität und Sorgfalt regierte.
Es gelang ihm nicht, zum Konsul gewählt zu werden, obwohl in der Forschung angenommen wird, dass er in späteren Jahren bei einigen Wahlen auftrat. Es ist belegt, dass er im Jahre 56 v. Chr. noch lebte. 